# Hatim Belal
Hatim Belal (Medina, 30 de enero de 1994) es un futbolista saudí que juega en la demarcación de defensa para el Al Faisaly FC de la Liga Profesional Saudí.

## Selección nacional
Hizo su debut con la selección absoluta de Arabia Saudita el 4 de agosto de 2019 contra Kuwait en un partido del Campeonato de la WAFF 2019 que finalizó con un resultado de 1-2 a favor del combinado kuwaití tras el gol de Rabee Sufyani para Arabia Saudita, y de Faisal Ajab Al-Azemi y Hussain Al-Musawi para Kuwait.

## Clubes
| Club                    | País           | Año       | Partidos | Goles |
| ----------------------- | -------------- | --------- | -------- | ----- |
| Al-Ansar Medina         | Arabia Saudita | 2013-2014 |          |       |
| Al Wehda FC             | Arabia Saudita | 2014-2017 | 37       | 3     |
| Al-Fayha FC             | Arabia Saudita | 2017-2018 | 1        | 0     |
| Al Qadsiah FC (cedido)  | Arabia Saudita | 2018-2019 | 18       | 0     |
| Al Wehda FC             | Arabia Saudita | 2019-2021 | 34       | 0     |
| Al-Bukiryah FC (cedido) | Arabia Saudita | 2021      | 16       | 1     |
| Al-Arabi SC             | Arabia Saudita | 2022-2023 | 26       | 0     |
| Al Faisaly FC           | Arabia Saudita | 2023-     |          |       |